# Reta Friebel
Reta Friebel, geborene Kurz, späterer Ehename Kahlau (* 16. Dezember 1918 in Berlin-Wedding; † Herbst 2014), war eine deutsche Politikerin (SPD).
Reta Kurz war eine Tochter eines Schriftsetzers. Sie war Mitglied der „Kinderfreunde“ und der Sozialistischen Arbeiter-Jugend (SAJ). In den Jahren 1935 bis 1938 machte sie eine kaufmännische Lehre und arbeitete anschließend als Kontoristin.
Nach dem Zweiten Weltkrieg trat Reta Friebel bereits im Jahr 1945 der SPD bei und wurde Mitarbeiterin des Berliner Stadtverordneten Robert Rohde (1900–1958). Bei der ersten Berliner Wahl 1946 wurde sie in die Bezirksverordnetenversammlung im Bezirk Reinickendorf gewählt. Bei der Wahl 1950 wurde Friebel in das Abgeordnetenhaus von Berlin gewählt. Bis 1978 war sie Leiterin des Bezirksverordnetenbüros in Reinickendorf.
In den Jahren 1948 bis 1950 war Friebel die Vorsitzende der Arbeiterwohlfahrt (AWO) im Bezirk Reinickendorf.